# Лямбда Центавра

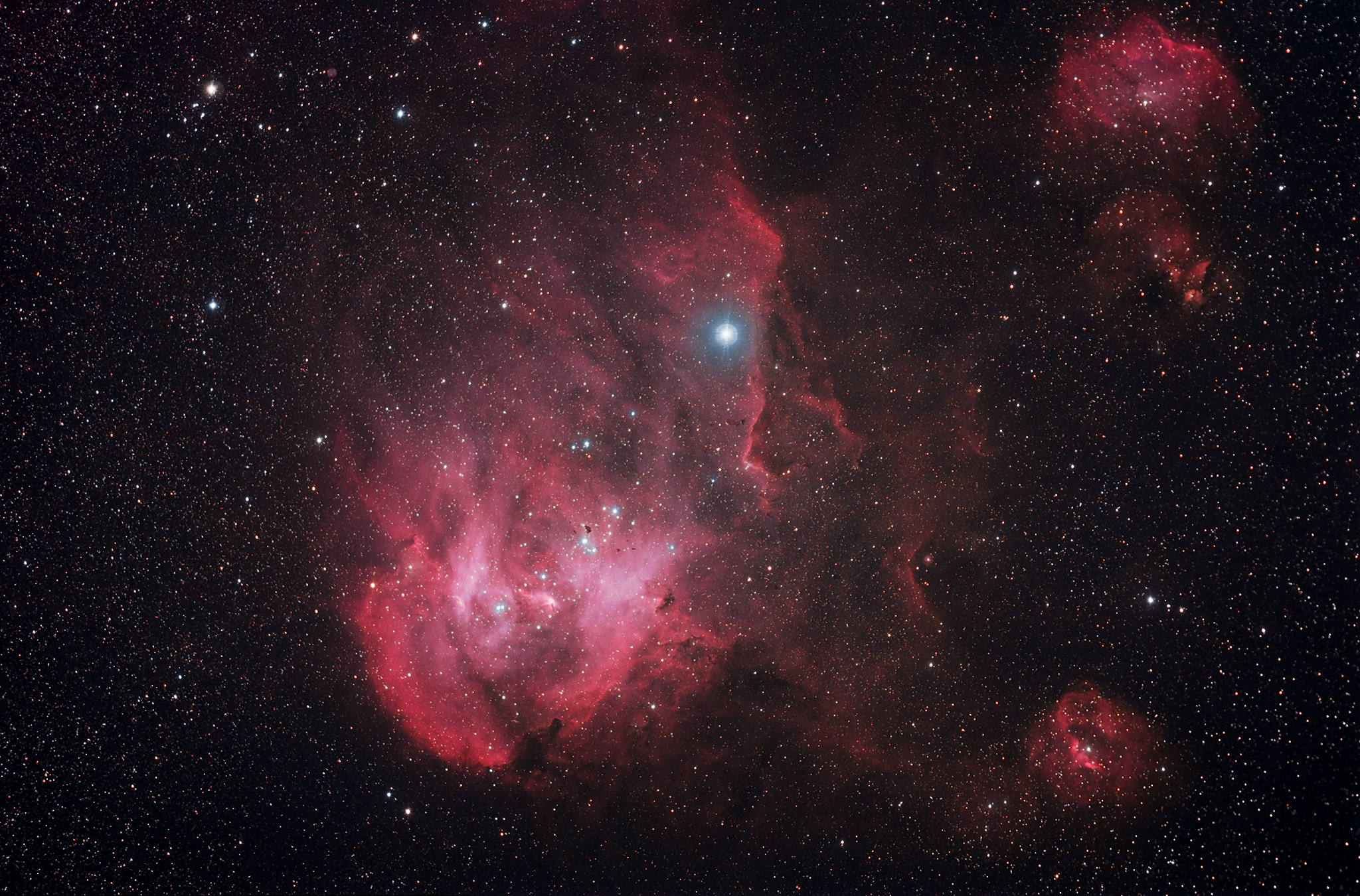
λ Центавра у IC 2944, з IC 2948 внизу ліворуч і IC 2872 вище праворуч (Dylan O'Donnell)

Лямбда Центавра (λ Cen, λ Centauri) — зоря в південному приполярному сузір'ї Центавра. Має видиму зоряну величину +3,13, тобто  досить яскрава, щоб її можна було побачити неозброєним оком у Південній півкулі, одна з найяскравіших зір цього сузір'я. Зоря розташована досить близько, щоб відстань до неї можна було визначити безпосередньо за допомогою паралаксу, що дає значення близько 420 світлових років (130 парсеків) від Землі з 5% похибкою. Хоча припускається, що вона є одиночною зорею, однак є кандидат у супутники зі схожим власним рухом на кутовій відстані 0,73 секунди під кутом 135°. Поруч розташована туманність IC 2944. 
λ Центавра є гігантом  спектрального класу B9   III.  Її радіус становить приблизно 5,5  радіусів Сонця і швидко обертається зі швидкістю обертання 183 км/с. Зовнішня атмосфера зорі має ефективну температуру 9 880 K,  надаючи їй блакитно-білий відтінок. 

Південний Хрест, де λ Центавра та пов'язану з нею туманність видно у верхній частині зображення (ESO/Yuri Beletsky)

Ґрунтуючись на положенні й русі цієї зорі крізь простір, вона, швидше за все, є членом пояса Гулда. Зокрема, він належить до групи Нижнього Центавра—Південного Хреста (LCC) асоціації Скорпіона—Центавра, яка є найближчою до Сонця OB-асоціацією. Це слабко пов'язане угруповання зір, які разом рухаються крізь простір і тому вважається, що вони утворилися в одній молекулярній хмарі. Група Нижнього Центавра — Південного Хреста має від 16 до 20 мільйонів років і зосереджена на середній відстані у 380 світлових років (120 парсеків) від Землі.